# Distenia plumbea
Distenia plumbea là một loài bọ cánh cứng trong họ Cerambycidae.